# Iryna Żukowa
Iryna Żukowa (ukr. Ірина Жукова, ur. 22 listopada 1974 w Czerkasach) – ukraińska siatkarka, reprezentantka kraju, rozgrywająca.
Obecnie występuje w drużynie Rabita Baku.

## Kariera
| Klub                   | Kraj        | Od        | Do        |
| Dżiniestra Odessa      | Ukraina     | 1992–1993 | 1993–1994 |
| Chimwołonko Czerkasy   | Ukraina     | 1996–1997 | 1999–2000 |
| Volley Modena          | Włochy      | 2000–2001 | 2000–2001 |
| Virtus Reggio Calabria | Włochy      | 2001–2002 | 2001–2002 |
| Volley Modena          | Włochy      | 2002–2003 | 2002–2003 |
| Volley Bergamo         | Włochy      | 2003–2004 | 2004–2005 |
| Kruh Czerkasy          | Ukraina     | 2006–2007 | 2006–2007 |
| Zarieczje Odincowo     | Rosja       | 2007–2008 | 2008–2009 |
| Rabita Baku            | Azerbejdżan | 2010–2011 | 2012–2013 |

## Osiągnięcia
- Liga Mistrzyń
  -  2001; 2005
  -  2011, 2013
- Mistrzostwa Włoch
  -  2004
- Superpuchar Włoch
  -  2002, 2004
- Puchar CEV
  -  2004
- Mistrzostwa Azerbejdżanu
  -  2011, 2012, 2013
- Klubowe Mistrzostwa Świata
  -  2011
  -  2012